# Wszyscy jesteśmy Chrystusami
Wszyscy jesteśmy Chrystusami – polski dramat filmowy z 2006 w reżyserii Marka Koterskiego.
Jest to kolejny obraz z oryginalnego cyklu tego reżysera, przedstawiającego losy polskiego inteligenta Adasia Miauczyńskiego. W rolę Adasia wcieliło się tym razem dwóch aktorów – Marek Kondrat i Andrzej Chyra. Zdjęcia do filmu powstały w okresie od końca czerwca do sierpnia 2005 r. w Warszawie i okolicach oraz we Wrocławiu.

## Opis fabuły
Film skupia się na problemach alkoholowych bohatera oraz jego relacjach z synem Sylwusiem. Głównym motywem filmu są bolesne wspomnienia Sylwka, syna, o piciu jego ojca – Adama. Równolegle do tego – zaczyna się w Adamie odwijać taśma własnych wspomnień, tworzących – wraz z opowiadaniem syna – listę największych strat i ran, zadanych przez picie – sobie i bliskim.

## Twórcy filmu
- Reżyseria: Marek Koterski
- Scenariusz: Marek Koterski
- Zdjęcia: Edward Kłosiński
- Muzyka: Jerzy Satanowski
- Fotosy: Krzysztof Wellman
- Rekwizyty: Paweł Gołaszewski
- Kostiumy: Magdalena Biedrzycka, Justyna Stolarz
- Montaż: Ewa Smal
- Scenografia: Przemysław Kowalski
- Dźwięk: Maria Chilarecka-Barczyńska, Aleksander Musiałowski
- Kierownictwo Produkcji: Piotr Śnieg
- Producent: Włodzimierz Otulak

## Obsada
Źródła: Filmpolski.pl, „Telemagazyn”, Stowarzyszenie Filmowców Polskich
- Marek Kondrat – Adam „Adaś” Miauczyński 55-letni
- Michał Koterski – Sylwester „Sylwuś” Miauczyński, syn Adama
- Andrzej Chyra – Adam „Adaś” Miauczyński 33-letni
- Janina Traczykówna – matka Adama
- Małgorzata Bogdańska – Beata Chałkowska-Miauczyńska, żona Adama
- Tomasz Sapryk – anioł straż
- Marcin Dorociński – anioł zła
- Bożena Adamek – matka Adama w średnim wieku
- Jerzy Bończak – bezdomny na wysypisku
- Marta Chodorowska – Beata Chałkowska-Miauczyńska, żona Adama w młodości
- Marian Dziędziel – kolega Adama z „Jutrzenki”
- Jan Frycz – kolega Adama z „Jutrzenki”
- Andrzej Grabowski – kolega Adama z „Jutrzenki”
- Agnieszka Grochowska – matka Adama w młodości
- Paweł Królikowski – kolega Adama z „Jutrzenki” w młodości
- Łukasz Simlat – ojciec Adama
- Andrzej Zieliński – kolega Adama z „Jutrzenki” w młodości
- Artur Żmijewski – kolega Adama z „Jutrzenki” w młodości
- Tomasz Bieniek
- Zbigniew Buczkowski – barman na „Jutrzence”
- Dorota Chotecka – nauczycielka Sylwestera
- Maria Ciunelis – bezdomna zbierająca butelki
- Lech Dyblik – pracownik szpitalnego prosektorium
- Bożena Dykiel – sąsiadka Miauczyńskich
- Katarzyna Figura – urzędniczka USC
- Krzysztof Fus jr – Sylwester Miauczyński w dzieciństwie
- Henryk Gołębiewski – facet w izbie wytrzeźwień
- Anna Gornostaj – matka ucznia Miauczyńskiego
- Karolina Gruszka – Weronika
- Marcin Kwaśny – chrystus
- Kazimierz Łysiak – Adam Miauczyński w dzieciństwie
- Piotr Machalica – lekarz
- Andrzej Mastalerz – bezdomny zbierający butelki
- Zofia Merle – kobieta sprzedająca lisy
- Piotr Siejka – sanitariusz w izbie wytrzeźwień
- Joanna Sienkiewicz – sędzia
- Marek Siudym – sąsiad Adama
- Witold Skaruch – jubiler
- Anna Wojton – barmanka na „Jutrzence”
- Sylwia Wysocka – dentystka
- Wojciech Wysocki – dziekan kulturoznawstwa
- Małgorzata Zajączkowska – pielęgniarka
- Ewa Ziętek – nauczycielka Sylwestera
- Cezary Żak – sanitariusz w izbie wytrzeźwień
- Tomasz Augustynowicz – gość na imieninach
- Ksenia Balcerzak
- Katarzyna Baraniecka – studentka Adama
- Małgorzata Bela – Elżbieta „Ela”
- Michał Bieliński – student Adama
- Rafał Dajbor – student Adama
- Paweł Domagała – student Adama
- Gabriela Frycz – studentka Adama
- Emilia Gacka – studentka Adama
- Artur Gotz – student Adama
- Magdalena Górska – studentka Adama
- Mateusz Grydlik – student Adama
- Dominik Kaczmarski
- Anna Kaźmierowska – gość na imieninach
- Marek Kossakowski – student Adama
- Robert Koszucki
- Sylwia Krebs – studentka Adama
- Piotr Łukaszczyk – student Adama
- Agata Moczulska – studentka Adama
- Robert Morze
- Sylwia Najah – studentka Adama
- Magdalena Ostolska – gość na imieninach
- Jan Ostolski
- Patrycja Soliman – dziennikarka w tv
- Marta Ścisłowicz – studentka Adama
- Kajetan Szewczyk – kolega Adama w dzieciństwie
- Agnieszka Uchrońska – studentka Adama
- Elżbieta Wieciech
- Maciej Wizner – student Adama
- Bogna Woźniak – studentka Adama
- Jacek Wytrzymały – gość na imieninach
- Katarzyna Zielińska-Jaworska – studentka Adama
- Rafał Chabasiński – kolega Sylwestera Miauczyńskiego
- Romuald Kłos – legionista
- Piotr Grabowski – mężczyzna w „Jutrzence”
- Krzysztof Jędrysek – ojciec 33-letniego Adama Miauczyńskiego
- Lech Mackiewicz – lekarz

## Nagrody
- 2006 – Tarnowska Nagroda Filmowa, Brązowa Statuetka Leliwity (Nagroda Główna) i nagroda jury młodzieżowego dla Marka Koterskiego
- 2006 – Ińskie Lato Filmowe – Złota Rybka

W 2006 r. film zdobył nagrodę na Festiwalu Polskich Filmów Fabularnych w Gdyni za reżyserię, a także Nagrodę Stowarzyszenia Filmowców Polskich za twórcze przedstawienie współczesności. W 2007 roku film otrzymał 9 nominacji do Nagród Polskiej Akademii Filmowej – Orłów 2007, w tym dla najlepszego filmu (najlepszy film, najlepszy scenariusz, najlepszy montaż, najlepsza reżyseria, najlepsze zdjęcia, najlepsza scenografia, najlepsze kostiumy, najlepsza główna rola męska, najlepsza drugoplanowa rola męska).
Otrzymał 2 nagrody: w kategorii: najlepszy scenariusz (Marek Koterski) i najlepszy montaż (Ewa Smal).

## Informacje dodatkowe
- Kolega Adasia mówi "Jak Polska do Unii, to ja znowu na bani", przy ostatniej scenie filmu Anioł Straż mówi, że Adaś Miauczyński przestał pić w 1999 r., lecz Polska do Unii Europejskiej weszła dopiero w 2004 roku.
- W filmie "Wszyscy jesteśmy Chrystusami" Marek Kondrat po raz trzeci wcielił się w postać Adasia Miauczyńskiego. Poprzednio grał u Marka Koterskiego w "Domu wariatów" i "Dniu świra".
- W scenie podróży samochodem marki Fiat Uno Sylwka z matką wskazówka na prędkościomierzu jest na punkcie 0, co stanowi błąd realizatorów (wskazuje na fakt, że samo auto musiało być nieruchome i było transportowane na lawecie filmowców).
- Tytuł filmu jest cytatem powieści pt: Upadek autorstwa Alberta Camusa.